# Micky: Die Geschichte einer Maus
Micky: Die Geschichte einer Maus ist ein Dokumentarfilm über Micky Maus aus dem Jahr 2022. Der Film erschien am 18. November 2022 als Disney+ Original auf Disney+.

## Handlung
Micky Maus gilt in jedem Winkel des Planeten als Symbol für Freude und die Unschuld der Kindheit. Micky wurde über Nacht zum Star, als er im   Zeichentrickfilm Steamboat Willie die Hauptrolle spielte. In den folgenden Jahrzehnten entwickelten sich Versionen der Figur, die sowohl die Karriere ihres Schöpfers als auch die Veränderungen in dem Land widerspiegeln, für das Micky zum Sinnbild wurde.

## Entstehung
Am 18. Oktober 2019 wurde die Produktion eines Dokumentarfilms mit dem Titel Mickey: The Story of a Mouse mit Jeff Malmberg als Regisseur angekündigt.